# Varanus lirungensis
Varanus lirungensis — вид плазунів з родини варанових. Ендемік Талаудських островів (Індонезія). Новий вид визнається на підставі морфологічних і молекулярних доказів. Член групи Varanus indicus. Видовий епітет, lirungensis походить від назви невеликого містечка Lirung на острові індонез. Salibabu в Талаудському архіпелазі.

## Опис
Відомі зразки мають загальну довжину близько 80 см. Живіт жовто-сірого кольору з деякими темними поперечними смугами.